# Calisthenics

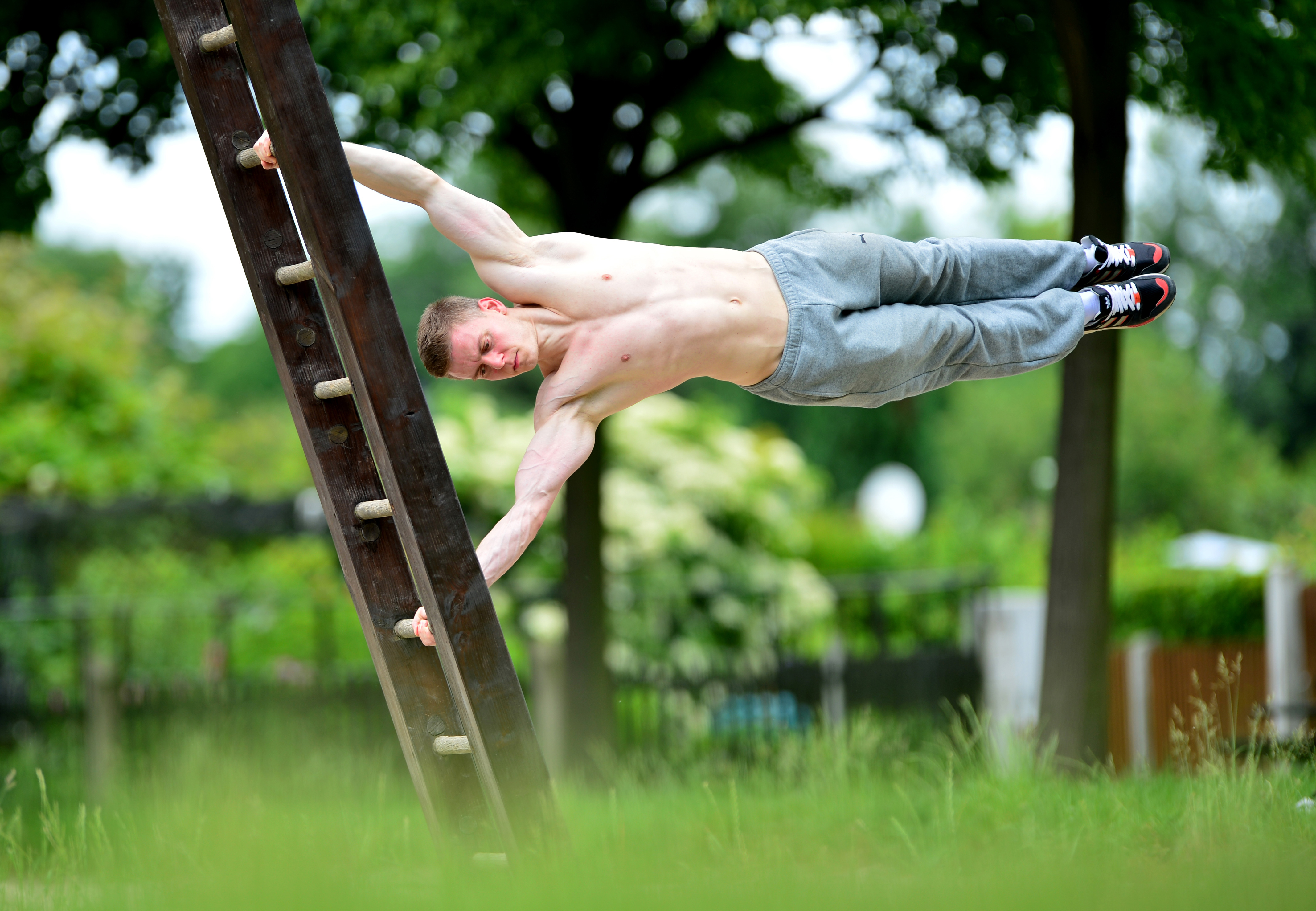
Calisthenics-Übung: Die menschliche Flagge

Calisthenics (griechisch κάλλος kállos, deutsch ‚Schönheit‘ bzw. griechisch καλός kalós, deutsch ‚schön‘ und  griechisch σθένος sthénos, deutsch ‚Stärke‘) ist ein international gebräuchlicher Kulturbegriff, der eine Sportart beschreibt. Im Deutschen wird selten auch das Wort „Kalisthenie“ verwendet. Dreh- und Angelpunkt der Szene sind sogenannte Calisthenics-Parks. Diese umfassen in der Regel Stangen verschiedener Höhe und Position, welche Barren und Reck nachempfunden sind. Calisthenics umfassen das Repertoire des klassischen Geräteturnens und diverse akrobatische Übungen. Externe Gewichte und Zubehör werden selten verwendet.
Gegenüber dem klassischen Krafttraining mit isolierten Übungen liegt der Schwerpunkt auf der intermuskulären Koordination. So kooperieren bei Übungen wie der „menschlichen Flagge“ verschiedene Muskelgruppen, um das Gleichgewicht zu halten. Die Stabilität des Körpers verbessert sich.

## Trainingsmethoden

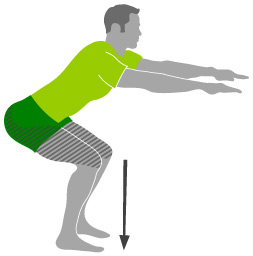
Eine Kniebeugenübung erfordert wenig Platz und keine Ausrüstung.

Mit Ausnahme von Gewichtswesten werden kaum zusätzliche Gewichte verwendet. Das bei den Übungen bewegte Gewicht ist weitestgehend konstant. Um eine progressive Mehrbelastung zu gewährleisten, erschwert man beim Calisthenics das Training durch die Veränderung des Hebelarmes, Übergang zu schwierigeren Übungen (z. B. vom Klimmzug zum einarmigen Klimmzug), explosive Übungsausführung oder Supersätze. Optional können Widerstandsbänder verwendet werden.

### Gebräuchliche Übungen
- Liegestütze – Push Ups

- Barrenstütz – Dips[6]

- Klimmzug – Pull Ups[7]

- Kniebeuge – Squats[8]

### Gemeinschaftliches Calisthenics
Bei Körpergewichtsübungen mit einem Partner bzw. allgemein Partnerübungen führen zwei oder mehr Teilnehmer Übungen gemeinsam aus und verwenden sich gleichsam gegenseitig als „Sportgerät“. Beispiele:
- Kniebeuge, springen oder hüpfen, mit geschultertem Partner
- Knie heben mit jemandem auf dem eigenen Knie
- Tauziehen
- Crunches, Beine um Hüfte des stehenden Partner geschlungen

Ein Nachteil liegt in der schwierigeren Bestimmung des Kraftaufwands im Vergleich zur Verwendung von freien Gewichten oder Maschinen. Dafür kann auf gängiges Equipment und Fitnessstudios verzichtet werden und das Training wird räumlich flexibel.

## Geschichte
Zu Beginn des 21. Jahrhunderts wurden bis dahin verwendete Eigengewichtübungen abgewandelt und mit Elementen aus anderen Sportarten kombiniert. Ausgangspunkt war New York. In den dortigen öffentlichen Sportparks konnten die Menschen auch außerhalb von Fitnessstudios trainieren. Die Sport- oder Workout-Parks halten häufig verschiedene Klimmzugstangen, Barren und Hangelstrecken vor, an denen mit dem eigenen Körpergewicht trainiert wird.
Verschiedene Gruppen entwickelten ihren eigenen Stil, indem sie die klassischen Calisthenics mit Übungen aus dem Turnen, Breakdance und Freerunning kombinierten und sich neue Bewegungen ausdachten. Diese Gruppen stellten Videos der neuartigen Form von Calisthenics ins Internet und lösten damit eine neue Mode aus, unter anderem auch speziell in Osteuropa.
2011 fand die erste Weltmeisterschaft für Calisthenics bzw. Street Workout in Riga statt. Ausrichter ist die WSWCF (World Street Workout and Calisthenics Federation). Die Weltmeisterschaft wird seitdem jährlich wiederholt.
Zu den bekanntesten Vertretern der modernen Calisthenics gehören unter anderem die Gruppen Bartendaz, Baristi, Barstarzz, Bar-Barians, Hood Training und Street Workout Ukraine und Einzelpersonen wie unter anderem Hannibal for King und Frank Medrano.

## Synonyme
Verschiedene Calisthenics praktizierende Gruppen formten den Begriff „Street Workout“ oder auch „Ghetto Fitness“. Darüber hinaus wird auch der Begriff „Body Weight Exercises“ (deutsch Eigengewichtübung) für die Umschreibung der Calisthenics benutzt. Diese Begriffe bezeichnen Kombinationen von ursprünglichen Calisthenics mit anderen Elementen.

## Calisthenics im deutschsprachigen Raum
Der Begriff Calisthenics ist in Deutschland nicht sehr verbreitet. Die im Rahmen des Sportunterrichtes an Schulen benutzten Übungen werden weiterhin „Körpergewichtsübungen“ oder „Spannungsübungen“ genannt.
Im Gegensatz zu anderen Ländern besaß Deutschland lange Zeit keine Trainingsparks im Freien - seit 1970 sind Trimm-dich-Pfade allerdings überall verbreitet. Seit 2011 entstanden dennoch in einigen Städten in Deutschland sowie in der Schweiz Mannschaften für diese Sportart. Am 20. Juli 2013 wurde von Baristi Workout und der WSWCF in Offenburg der erste „Street Workout World Cup Deutschland“ organisiert, bei dem sich mehrere Sportler für das World-Cup-Finale in Moskau qualifizierten. 2013 veröffentlichte das Magazin Fit for Fun einen der ersten Beiträge über Calisthenics in Deutschland. Durch eine am 30. August 2013 ausgestrahlte Reportage bei Galileo wurde der Sport auch dem deutschen Fernsehpublikum vorgestellt.
Seit einigen Jahren wird auch in Deutschland und der Schweiz die öffentliche Verfügbarkeit sogenannter Calisthenics-Parks ausgebaut, besonders in Großstädten. So gibt es beispielsweise in Zürich und umliegenden Gemeinden mehrere unbeschränkt zugängliche Calisthenics-Parks. Diese Fitness-Geräte im Freien finden sich meist an einem zentralen Platz im urbanen Raum und bieten Trainingsgeräte für Calisthenics-Sportler. Ähnlich einem zentralisierten Trimm-Dich-Pfad befinden sich dort im Wesentlichen funktionelle und vielfach einsetzbare Krafttrainingstationen an einem Platz. Neben Klimmzugstangen (Reckstangen), Parallelbarren, Sprossenwänden und Hangelstrecken finden sich hier häufig horizontale und vertikale Leitern sowie Abwandlungen davon. Die Anzahl der Parks in Deutschland ist in den letzten Jahren stark gestiegen, von 785 im Jahr 2018 zu 1419 im Jahr 2021.

### Deutscher Calisthenics und Streetlifting Verband e.V.
Im April 2019 wurde von sieben Calisthenics-Athleten der erste und zurzeit einzige Sportverband unter dem Namen Deutscher Calisthenics und Streetlifting Verband e. V. (DCSV) gegründet. Dieser ist der Dachverband aller in der Bundesrepublik Deutschland im Calisthenics und Streetlifting Sport organisierten Vereine, informellen Trainingsgruppen, Organisationen, Initiativen sowie Funktionäre und Akteure.
Der Verband hat sich als grundsätzliches Ziel die Förderung, Verbreitung und Professionalisierung des Calisthenics und Streetlifting Sports unter dem Aspekt der Gemeinnützigkeit in Deutschland angenommen.
Zurzeit vereint der Verband die Interessen von über 700 Personen, die entweder direkt Mitglied im Verband sind oder einem der 14 Mitgliedsvereine des Verbands angehören. Außerdem zählt der DCSV 12 Förderer, welche den Verband und seine Ziele unterstützen.